# Élections cantonales françaises de 2011
Des élections cantonales se sont déroulées en France les 20 et 27 mars 2011.
Elles permettent d'élire les conseillers généraux de la moitié des cantons français (série 1). Il s'agit des dernières élections cantonales. En 2015, ont lieu les premières élections départementales, avec un mode de scrutin différent.
À l'issue de ces élections, la gauche gagne trois présidences de conseils généraux et en perd une pour un total de 59 sur 100 alors que la droite dirige 41 départements.

## Mode de scrutin
L'élection des conseillers généraux a lieu au scrutin uninominal majoritaire à deux tours, la moitié des sièges dans chaque département étant renouvelée tous les trois ans. La loi du 16 décembre 2010 de réforme des collectivités territoriales modifie l'article L210-1 du code électoral, faisant augmenter le pourcentage du nombre de suffrages à atteindre pour qu'un candidat puisse se maintenir au second tour à 12,5 % des électeurs inscrits (au lieu de 10 % auparavant).
Les présidents des conseils généraux sont élus par l'ensemble des conseillers généraux le jeudi suivant le second tour des élections cantonales.

## Contexte

### Contexte politique
Les conseillers généraux élus en 2008 et 2011 voteront aux élections sénatoriales en septembre 2011. Bien que ces conseillers généraux ne forment que 2,6 % du collège électoral, le travail quotidien avec un exécutif départemental de gauche pourrait avoir une influence sur le vote des délégués des conseils municipaux aux élections sénatoriales.
Il s'agit du dernier scrutin direct avant l'élection présidentielle de 2012. Les cantonales sont ainsi qualifiées de répétition générale,. Marine Le Pen voit l'élection cantonale comme la première étape vers « l'exercice des responsabilités ». L'UMP, que la presse dit « sans illusions » concernant l'élection, craint des triangulaires PS-UMP-FN, comme pourrait le montrer la rehausse du seuil nécessaire au maintien au second tour. Les instituts de sondages ajusteront leurs coefficients de correction du vote FN en fonction des résultats[réf. nécessaire].
De son côté, la gauche, à la tête de cinquante-huit départements sur cent espère « passer la barre des soixante ». Europe Écologie Les Verts souhaite au minimum doubler son nombre de conseillers généraux et confirmer sa troisième place obtenue aux élections régionales et européennes. Le Front de gauche présente quant à lui des candidats dans plus de 1600 cantons, dont un quart ont le soutien du NPA, et affirme viser un score « à deux chiffres ».
Une enquête de l'institut de sondages Harris Interactive rendue publique le 15 mars crédite les candidats PS, PRG et Divers gauche de 32 % d'intentions de vote, contre 28 % aux candidats de droite (majorité présidentielle et Divers droite), 15 % aux candidats FN, 10 % aux candidats Front de gauche, 9 % aux candidats écologistes (EELV inclus), 2 % aux candidats MoDem (la moyenne des 400 candidats du MoDem est d'environ 14 %), 1 % aux candidats d'extrême gauche et 3 % à d'autres candidats.
Selon un article du Figaro, les départements suivants pouvaient basculer avant les élections : 
à droite (avance de la gauche entre parenthèses) :
- le Val-d'Oise (gauche minoritaire au conseil)
- la Corrèze (1)
- l'Allier (1)
- l'Ain (2)
- les Deux-Sèvres (2)
- la Seine-et-Marne (2)
- le Vaucluse (4)
- la Somme (4)
- les Pyrénées-Orientales (5)

à gauche (avance de la droite entre parenthèses) :
- le Jura (0, la présidence est à droite grâce au doyen d'âge)
- les Pyrénées-Atlantiques (0, idem)
- la Côte-d'Or (1)
- les Hautes-Alpes (1)
- l'Aveyron (1)
- la Vienne (1)
- le Rhône (1)
- la Charente-Maritime (2)
- la Loire (3)
- le Loir-et-Cher (3)[5]
- la Sarthe (3).

### Un scrutin déconnecté
Les élections cantonales coïncidaient, depuis 1992, avec les régionales et les municipales. Néanmoins, le report d'un an des élections municipales et cantonales de série 2 prévues en mars 2007, en pleine campagne présidentielle, ont induit un décalage. Car si les élections cantonales pour les séries 1 et 2 ont été décalées d'un an, ce ne fut pas le cas des conseils régionaux d'habitude renouvelés en même temps que les cantons de série 1. Le décalage se terminera en 2015, lors des premières élections départementales (nouveau nom du scrutin).

## Résultats

### Résultats nationaux
| Partis politiques ou coalitions | Partis politiques ou coalitions         | Premier tour | Premier tour | Premier tour | Second tour | Second tour | Second tour | Total | Total |
| Partis politiques ou coalitions | Partis politiques ou coalitions         | Voix         | %            | Sièges       | Voix        | %           | Sièges      | Total | Total |
| ------------------------------- | --------------------------------------- | ------------ | ------------ | ------------ | ----------- | ----------- | ----------- | ----- | ----- |
|                                 | Parti socialiste (PS)                   | 2 284 967    | 24,94        | 150          | 2 802 094   | 35,43       | 670         | 820   |       |
|                                 | Front de gauche (FG)                    | 817 297      | 8,92         | 20           | 397 191     | 5,02        | 101         | 121   |       |
|                                 | Europe Écologie Les Verts (VEC)         | 752 992      | 8,22         | 0            | 216 144     | 2,73        | 27          | 27    |       |
|                                 | Divers gauche (DVG)                     | 495 822      | 5,41         | 57           | 437 823     | 5,54        | 137         | 194   |       |
|                                 | Parti radical de gauche (PRG)           | 135 958      | 1,48         | 17           | 119 697     | 1,51        | 34          | 51    |       |
|                                 | Gauche parlementaire                    | 4 487 026    | 48,97        | 244          | 3 972 949   | 50,23       | 969         | 1 213 |       |
|                                 |                                         |              |              |              |             |             |             |       |       |
|                                 | Union pour un mouvement populaire (UMP) | 1 554 744    | 16,97        | 92           | 1 581 756   | 20,00       | 277         | 369   |       |
|                                 | Divers droite (DVD)                     | 853 892      | 9,32         | 77           | 744 170     | 9,41        | 187         | 264   |       |
|                                 | Majorité - Nouveau Centre (M-NC)        | 293 543      | 3,20         | 16           | 289 328     | 3,66        | 42          | 58    |       |
|                                 | Majorité (M)                            | 206 488      | 2,25         | 21           | 197 085     | 2,49        | 41          | 62    |       |
|                                 | Droite parlementaire                    | 2 908 667    | 31,74        | 206          | 2 812 339   | 35,56       | 547         | 753   |       |
|                                 |                                         |              |              |              |             |             |             |       |       |
|                                 | Front national (FN)                     | 1 379 902    | 15,06        | 0            | 915 504     | 11,57       | 2           | 2     |       |
|                                 | Mouvement démocrate (MODEM)             | 111 887      | 1,22         | 2            | 74 224      | 0,94        | 14          | 16    |       |
|                                 | Régionalistes (REG)                     | 48 468       | 0,53         | 2            | 18 280      | 0,23        | 3           | 5     |       |
|                                 | Extrême gauche (EXG)                    | 53 316       | 0,58         | 0            | 273         | 0,00        | 0           | 0     |       |
|                                 | Écologistes (ECO)                       | 34 112       | 0,37         | 0            | 16 074      | 0,2         | 2           | 2     |       |
|                                 | Extrême droite (EXD)                    | 13 673       | 0,15         | 0            | 4 932       | 0,06        | 1           | 1     |       |
|                                 | Autres (AUT)                            | 123 543      | 1,35         | 6            | 95 251      | 1,20        | 28          | 34    |       |
|                                 |                                         |              |              |              |             |             |             |       |       |
| Inscrits                        | Inscrits                                | 21 295 938   | 100,00       |              | 19 015 771  | 100,00      |             |       |       |
| Abstentions                     | Abstentions                             | 11 856 841   | 55,68        |              | 10 502 432  | 55,23       |             |       |       |
| Votants                         | Votants                                 | 9 439 097    | 44,32        |              | 8 513 399   | 44,77       |             |       |       |
| Blancs et nuls                  | Blancs et nuls                          | 278 493      | 2,95         |              | 603 513     | 7,09        |             |       |       |
| Exprimés                        | Exprimés                                | 9 160 604    | 97,05        |              | 7 909 826   | 92,91       |             |       |       |

NB : le tableau ci-dessus correspond à la « grille des nuances politiques des élus et des candidats applicable au scrutin cantonal de 2011 » mise en place par le ministère de l'Intérieur. Les résultats officiels ont été présentés conformément à ces données. Les abréviations entre parenthèses sont celles sous lesquelles le ministère de l'Intérieur désigne les différents partis et les tendances politiques des candidats.

#### Analyse

##### Premier tour
Le premier tour est marqué par un taux d'abstention de plus de 55 % des inscrits, ce qui représente un record pour des élections cantonales. L'abstention par département est comprise entre 36 % et 67 %. Cette faible participation confirme la tendance observée lors des élections européennes de 2009 (59 % d'abstention) et des élections régionales de 2010 (54 %).
Le scrutin est marqué par la défaite de la droite, qui enregistre ses plus mauvais résultats à des élections cantonales sous la Cinquième République. Ce reflux concerne toutes les tendances et surtout l'UMP (17 %), qui doit compter sur un nombre important de candidats « divers droite » ou du Nouveau Centre pour parvenir à un total de 32 %. Les votes en faveur de la droite sont sensiblement plus importants dans les cantons de la région parisienne et de l'Est de la France.
L'autre enseignement majeur du premier tour est la poussée du Front national qui parvient à réunir plus de 15 % des suffrages exprimés sur l'ensemble des cantons renouvelables. Le parti obtient plus de 20 % des voix dans 35 départements, allant jusqu'à 27 % dans le Var. 39 candidats FN sont arrivés en tête dans leur canton à l'issue du premier tour, et ils sont au total 394 à accéder au second tour, dont 204 face à un candidat PS, 89 face à un candidat UMP, 37 face à un candidat Front de gauche et 5 dans le cadre d'une triangulaire contre des candidats UMP et PS. L'institut Viavoice a par ailleurs calculé que le score moyen des candidats Front national dans les cantons où le FN présentait des candidats atteignait 19,2 %, soit près de 5,4 points de plus qu'en 2004 (13,8 % ; 12,1 % à l'échelle nationale).
À l'inverse, la gauche dans son ensemble enregistre une progression, près d'un Français sur deux ayant voté pour un parti de gauche. La hausse profite à Europe Écologie Les Verts, qui double le score des candidats Verts en 2004. Le PS et le PRG maintiennent leurs positions avec une forte présence dans l'Ouest, tandis que le Front de gauche (candidats « COM » et « PG ») améliore légèrement le score obtenu par le PCF lors des élections cantonales de 2004. Le PS, le PRG, EE-LV et le PCF ont lancé un appel au rassemblement de la gauche pour le second tour, Europe Écologie ayant cependant maintenu une quarantaine de ses candidats au second tour.

##### Second tour
Le taux d'abstention atteint 55,23 %, soit à peine moins qu'au premier tour, mais très au-dessus des 44,55 % atteints en 2008.
Le FN n'obtient que deux élus malgré son maintien au second tour dans 400 cantons et un score national de 11,57 % des voix. Dans ces 400 cantons, le FN a vu ses voix progresser au second tour, mais les différents instituts de sondage divergent quant à savoir la manière dont les voix de droite et de gauche se sont reportées.

### Résultats par département
À l'issue de ces élections, la présidence de quatre départements basculent :
- trois départements basculent de droite à gauche : le Jura, les Pyrénées-Atlantiques et Mayotte ;
- un département bascule de gauche à droite : le Val-d'Oise.